# Институт эволюционной антропологии Общества Макса Планка
Институ́т эволюцио́нной антрополо́гии о́бщества Ма́кса Пла́нка (нем. Max-Planck-Institut für evolutionäre Anthropologie, сокращённое именование MPI-EVA) — междисциплинарный научно-исследовательский институт в Лейпциге (Германия), один из институтов Общества развития науки им. Макса Планка. Основная задача института состоит в исследовании истории, эволюционного разнообразия и возможностей человеческого организма, в том числе в сравнении с высшими приматами.
Институт основан в 1997 году.

## Подразделения
Институт состоит из пяти отделений:
- Отделение эволюционной и сравнительной психологии — изучает поведенческое и языковое развитие детей, а также поведение приматов в неволе;
- Отделение эволюционной генетики — изучает молекулярные различия людей и высших приматов, а также эволюцию человека с помощью методов молекулярной генетики (молекулярная антропология);
- Отделение эволюции человека — изучает предысторию человека на основании ископаемых останков;
- Отделение приматологии — изучает поведение различных видов высших приматов в естественных условиях на основании непосредственных наблюдений и с помощью генетического и гормонального анализа.
- Отделение человеческого поведения, экологии и культуры (открыто в 2015 году) — предполагает изучать природу человеческой адаптации и разнообразие человеческих обществ;
- Отделение лингвистики (существовало в 1998—2015 годах) — изучало многообразие человеческих языков и его историческую основу (основные направления — историческая лингвистика и типология).

## Руководство

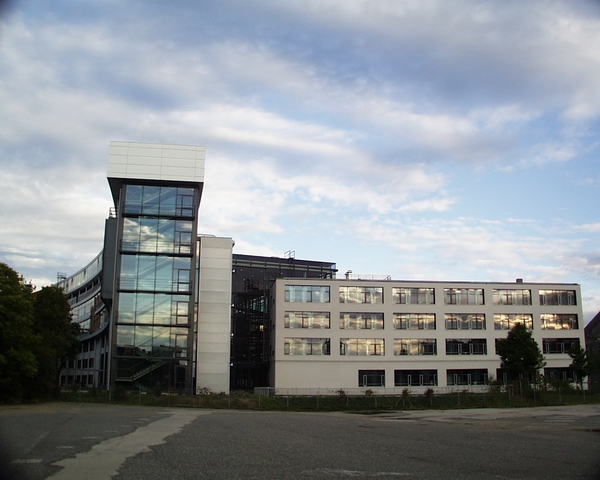
Вид здания института сбоку

Каждое из пяти отделений института имеет своего директора, при этом каждый из директоров по очереди выполняет обязанности исполнительного директора института (в течение двух лет):
- Отделение психологии развития и сравнительной психологии — Майкл Томазелло[англ.];
- Отделение эволюционной генетики — Сванте Паабо;
- Отделение эволюции человека — Жан-Жак Юблен[нем.];
- Отделение приматологии — Кристоф Бёш[нем.];
- Отделение человеческого поведения, экологии и культуры — Ричард МакЭлрет;
- Отделение лингвистики — Бернард Комри (до 2015 года).

## Известные проекты
- Расшифровка генома неандертальца

С 2005 Институт эволюционной антропологии работает над расшифровкой генома неандертальца на основе имеющихся окаменелых останков. Было установлено, что последовательности ДНК неандертальца и современного человека совпадаю почти на 100 %, при этом особенностью неандертальцев являлось то, что они не могли пить молоко.
- Создание Атласа языковых структур

Всемирный атлас языковых структур (The World Atlas of Language Structures) был опубликован издательством Oxford University Press в виде книги с приложением CD в 2005, он также доступен на сайте http://wals.info Архивная копия от 26 февраля 2011 на Wayback Machine. Он представляет собой большую базу данных по различным языковым явлениям разных уровней (фонологическом, грамматическом, лексическом), созданную коллективом из более чем 40 авторов под руководством М. Хаспельмата, М. Драйера, Д. Гила и Б. Комри.
В Атлас включена 141 карта с пояснительным текстом, каждая карта демонстрирует распределение определенного явления в большой языковой выборке (от 120 до 1370 языков). Всего в Атласе привлекается материал 2650 языков мира.
- Документация языков мира

Ряд проектов отделения лингвистики был посвящён документации ранее не описанных или недостаточно описанных языков, многие из которых находятся под угрозой исчезновения. В частности, сотрудники отделения работали над языками:
Кавказа — аварский, лезгинский, бежтинский, цезский, хваршинский, чеченский и ингушский языки
Индонезии — несколько малайско-полинезийских языков
Андаманских островов — джарава
Южной Америки — мосетен (изолят), кахинава (семья пано) и др.
Южной Сибири — тюркские языки саяно-алтайского региона
Африки — западный !хонг (Намибия)
На Отделении лингвистики также организован архив данных по неописанным, мало описанным и вымирающим языкам (главным образом цифровые записи).
Сотрудниками Отделения была разработана Лейпцигская система правил глоссирования.

## Координаты
Max Planck Institute for Evolutionary Anthropology
Deutscher Platz 6
04103 Leipzig